# Teresia Teaiwa
Teresia Teaiwa   (Honolulu, 12 d'agost de 1968 - Wellington, 21 de març de 2017) va ser una erudita, poeta, activista i mentora kiribatiana afroamericana.
Teaiwa és coneguda internacionalment pel seu treball pioner en Estudis del Pacífic. Els seus interessos de recerca en aquesta àrea van abraçar la seva naturalesa artística i política, i van incloure: temes contemporanis a Fiji, feminisme i activisme de les dones al Pacífic, cultura i arts contemporànis del Pacífic, i pedagogia en Estudis del Pacífic.
Teiwa va ser una «activista antinuclear, defensora de la independència de Papua Occidental, i crítica del militarisme», va solidificar moltes connexions a través de l'oceà Pacífic, i va ser una veu molt influent en els assumptes del Pacífic. Va rebre prestigioses beques acadèmiques i diversos premis d'ensenyament. La seva poesia és àmpliament publicada i apreciada.
Basant-se en el treball del seu mentor tardà, Epeli Hau'ofa, les seves paraules memorables: «Suem i plorem aigua salada, així que sabem que l'oceà és realment la nostra sang» ha permès als estudiosos del Pacífic a tot arreu estar orgullosos del seu patrimoni i cultura. L'abril de 2009, The Guardian la va descriure com «una de les icones nacionals de Kiribati». La Universitat d'Oregon la va descriure com «una erudita innovadora en la recerca de la cultura de les Illes del Pacífic».

## Biografia
Teresia Kieuea Teaiwa va néixer a Honolulu, filla d'un kiribatià i d'una afroamericana. Va créixer a Suva (Fiji), i va assistir al St Joseph's Secondary School, on va destacar com estudiant. Va obtenir una llicenciatura en arts al Trinity College (Washington DC), i un màster d'arts de la Universitat de Hawaii a Mānoa. Amb un comitè de tesi de Jim Clifford, Angela Davis i Barbara Epstein, va completar un doctorat en Història de la Consciència a la Universitat de Califòrnia, Santa Cruz, sobre el tema «Militarisme, Turisme i els Nadius: Articulacions a Oceania».
S'ha promocionat molt pel seu estil acadèmic i docent, com va dir Clifford, ella: «Va aprendre enormement de les seves idees, dolç plaer i sentit de l'humor. El seu estil era quelcom únic. Teresia tenia carisma. A les conferències va poder abordar els punts més difícils amb rigor polític i analític, però sempre amb una lleugeresa de tacte i una eloqüència conversacional que convidava a la discussió».
Al llarg del seu viatge a través de l'estudi acadèmic i la recerca, Teaiwa va mantenir un impressionant currículum d'ensenyament. El 1996, Teaiwa va rebutjar un treball amb Greenpeace per ocupar el seu primer lloc de professora a la Universitat del Pacífic Sud a Suva (Fiji), a petició del llegendari estudiós d'Estudis del Pacífic Epeli Hau'ofa. Va ensenyar història i política durant cinc anys. Al llarg d'aquest temps, Teaiwa formava part de les comunitats intel·lectuals que provenien de l'entorn de la Universitat, com el Niu Waves Writers' Collective, el Nuclear Free and Independent Pacific Movement i el Fòrum Constitucional dels Ciutadans.
L'any 2000 es va traslladar a Nova Zelanda per ensenyar el primer pregrau en existència internacional en la disciplina d'Estudis del Pacífic a la Universitat Victòria com a directora de programa. El 2016, es va convertir en directora de la Va'aomanū Pasifika, seu de Victoria's Pacífic i dels programes d'estudis de Samoa. També va ser coeditora de l'International Feminist Journal of Politics.
El 2010 va rebre el premi Macaulay Distinguished Lecture de la Universitat de Hawaii. D'altra banda, els talents de Teaiwa a l'aula van ser reconeguts el 2015 quan va guanyar el premi Pacific People's for Education, el 2014 quan va rebre el premi Victoria Teaching Excellence, i com la primera dona Pasifika va rebre el premi Ako Aotearoa Tertiary Teaching Excellence.
El llegat de Teaiwa a Victoria inclou una sèrie d'iniciatives d'aprenentatge reeixides, com ara la introducció de l'Akamai per a estudiants, on els estudiants poden optar per presentar els seus aprenentatges mitjançant una interpretació creativa. Teresia defensava que Akamai ajudava els estudiants a entendre que l'art i l'actuació formaven part del patrimoni intel·lectual del Pacífic.
Teaiwa va morir el 21 de març de 2017. És recordada per la seva profunda dedicació a l'erudició i als pobles d'Oceania.